# Peter Correll
Peter Correll (* 9. November 1944) ist ein ehemaliger deutscher Fußballschiedsrichter.

## Sportlicher Werdegang
Correll ist seit 1961 als Schiedsrichter tätig. Er leitete zwischen 1981 und 1986 33 Spiele in der Fußball-Bundesliga, zudem wurde er in 88 Spielen der 2. Bundesliga als Schiedsrichter eingesetzt. Er leitete auch zwei Spiele im DFB-Pokal. Seine Bundesliga-Premiere hatte er am 25. August 1981. Später pfiff er noch das Finale der Deutschen Amateurmeisterschaft 1990 und bis ins neue Jahrtausend Spiele im regionalen Amateurbereich für den Württembergischen Fußballverband.
Corrells Heimatverein ist der FC Union Heilbronn.